# 和術慧舟會
和術慧舟會（わじゅつけいしゅうかい）は、西良典が長崎県で設立した総合格闘技道場。

## 概要
柔道と空手（大道塾）をベースとした総合格闘技の道場である。1980年代より数々の格闘技大会に参戦していた創設者の西良典が1987年に長崎市に設立。当初は空手格斗術慧舟会という名称であった。1994年に西良典がヒクソン・グレイシーと対戦して敗れた後「柔術再興」を掲げて現団体名に改称した。
1996年、拓殖大学柔道部の西の後輩だった久保豊喜と守山竜介が看板を借りる形で「和術慧舟會 東京本部」を設立し、久保が運営会社であるGCMコミュニケーション社長、守山が東京本部代表に就任。以後、総合格闘技の道場としてWKネットワークを全国各地にチェーン展開する。和術慧舟會から輩出されたプロ格闘家はのべ100人以上にのぼった。
2008年に守山が交通事故で死去、格闘技ブームの終焉と共に資金繰りが悪化し、2011年にGCMコミュニケーションが活動停止。11月、和術慧舟會選手会（わじゅつけいしゅうかいせんしゅかい）として再始動した。2016年8月、東京本部の運営が終了。

## 主な所属選手
総本部
- 西良典

東京道場（2016年8月運営終了）
- 岡見勇信
- 滝田J太郎
- 門脇英基
- 尾崎広紀
- 磯野元（現 頂柔術代表）
- 宮澤元樹
- 根津優太
- 安藤晃司
- 大室奈緒子
- 端貴代

AKZA
- 西村広和 - 代表
- 網潤太郎
- 端貴代
- スギロック

RJW（のちに東京道場と合併）
- 藤井陸平 - 代表
- 矢野倍達
- 井上克也
- 碓氷早矢手
- 美木航
- 高田浩也（英語版）
- 内藤晶子

GODS（2023年7月閉鎖）
- 中原太陽 - 代表
- 井上誠午
- 木内崇雅
- 藤野恵実

横浜道場（2016年5月閉鎖）
- 久松勇二 - 代表
- 九十九勇作
- 大室奈緒子

トイカツ道場
- 戸井田カツヤ - 代表
- 中嶋竜也
- 齊藤曜
- 阿部貴広

HEARTS
- 大沢ケンジ - 代表
- 飯野健夫
- 江藤公洋
- 上迫博仁
- 内村洋次郎
- 高野優樹
- 猿田洋祐

駿河道場
- 芹澤健市
- 遠藤大翼
- 佐々木憂流迦
- 佐野哲也

船橋道場
- 松藤裕晴 - 代表
- ヒートたけし

大手町道場
- 松藤裕晴 - 代表

K太郎道場
- 中村K太郎 - 代表

セイゴ道場
- 井上誠午 - 代表

その他
- 鈴木徹 - かつて存在した和術慧舟會 ネイキッドマン柔術の代表を務めていた。

元・所属選手
- 守山竜介 - 元東京本部代表
- 宇野薫
- 光岡映二
- 門馬秀貴 - 元A-3代表
- 小路晃 - 元A-3代表
- 高瀬大樹
- 村上一成（現：村上和成）
- 中邑真輔
- 阿部裕幸 - 元RJW代表
- 澤藤章人（現：ミラノコレクションA.T.）
- 小野寺正人（現：YAMATO）
- 畑大樹（現：DJ.taiki）
- ロクサン・モダフェリ
- 大石幸史
- 漆谷康宏
- 星野勇二
- サトニイ（細井悟）
- 宮路智之